# Parisotoma confusoculata
Parisotoma confusoculata är en urinsektsart som beskrevs av John Tenison Salmon 1944. Parisotoma confusoculata ingår i släktet Parisotoma och familjen Isotomidae. Inga underarter finns listade i Catalogue of Life.